# 营阳郡
营阳郡，中国古代的郡，孫吳時始置，南齊時更名為永陽郡，隋廢。

## 建置沿革
三国吴甘露元年（265年），一说宝鼎元年（266年），分零陵郡置营阳郡，治所在营浦县（今湖南省道县东北）。以在营水之阳得名。属荆州。后废置無常。晋武帝太康中，無營陽郡。晋懷帝永嘉元年（307年），有營陽郡。
晋穆帝時，又分零陵郡立營陽郡，属湘州。辖境相当今湖南省道县、宁远、新田等县地。晋安帝義熙十三年（417年），省湘州，營陽郡還屬荆州。宋孝武帝大明中，營陽郡領四縣：營浦、營道、舂陵、泠道。齊武帝永明末，改營陽郡為永陽郡。南朝梁時，永陽郡移治今道县西四十里营山下。
隋文帝開皇九年（589年），滅陳，廢永陽郡，其地屬永州。

## 人口
- 宋孝武帝大明八年（464年），營陽郡有1608戶，20927口。[3]

## 行政長官

### 營陽太守（—490年代）
- 展禽，宋文帝元嘉九年（432年）在任。[5]

### 永陽內史（490年代—498年）
- 張欣泰，字義亨，竟陵人，齊明帝建武四年（497年）出任，永泰元年（498年）改為太守。[6]

### 永陽太守（498年—502年）
- 張欣泰，字義亨，竟陵人，齊明帝永泰元年（498年）由內史改稱，東昏侯永元元年（499年）離任。[6]

### 永陽內史（502年—550年代）
- 伏暅，字玄耀，平昌安丘人，梁武帝初期在任，在郡清絜，治務安靜。[7]
- 張嵊，字四山，吳郡吳人，梁武帝大同（535年—546年）中在任。[7]

### 永陽太守（550年代—568年）
- 樊猛，字智武，南陽湖陽人，陳文帝天嘉二年（561年）出任。[8]

## 國主

### 南朝齊永陽國（490年代—498年）
| 義安國（489年—490年代）/永陽國（490年代—498年）丨食邑2000戶 |                   |    |        |             |                |
| 代數                                                        | 封爵              | 謚 | 姓名   | 在位時間    | 備註           |
| 1                                                           | 義安郡王→永陽郡王 |    | 蕭子珉 | 489年—498年 | 齊武帝第二十子 |
| 伏誅，國除                                                  |                   |    |        |             |                |

### 南朝梁永陽國（502年—550年代）
| 永陽國（502年—550年代）\|食邑2000戶 |          |      |        |             |              |
| 代數                                | 封爵     | 謚   | 姓名   | 在位時間    | 備註         |
| 1                                   | 永陽郡王 | 昭王 | 蕭敷   | 502年追封   | 梁文帝第二子 |
| 2                                   | 永陽嗣王 | 恭王 | 蕭伯遊 | 503年—506年 | 蕭敷子       |
| 3                                   | 永陽蕃王 |      | 蕭隆   |             | 蕭伯遊子     |

### 南朝陳永陽國（568年—589年）
| 永陽國（568年—589年） |          |    |        |             |                |
| 代數                  | 封爵     | 謚 | 姓名   | 在位時間    | 備註           |
| 1                     | 永陽郡王 |    | 陳伯智 | 568年—589年 | 陳文帝第十二子 |
| 陳亡，國除            |          |    |        |             |                |